# 17806 Adolfborn
17806 Adolfborn este un asteroid din centura principală de asteroizi.

## Descriere
17806 Adolfborn este un asteroid din centura principală de asteroizi. A fost descoperit pe 31 martie 1998 la Observatorul din Ondřejov de Petr Pravec. Asteroidul prezintă o orbită caracterizată de o semiaxă mare de 2,31 ua, o excentricitate de 0,11 și o înclinație de 3,3° în raport cu ecliptica.